# ليندا فورسبرغ
ليندا فورسبرغ (بالسويدية: Linda Forsberg)‏ (و. 1985  م) هي لاعبة كرة قدم، من السويد، شاركت في الألعاب الأولمبية الصيفية 2008، تلعب كلاعبة وسط.

## روابط خارجية
- ليندا فورسبرغ على موقع الاتحاد الدولي (مؤرشف)  (الإنجليزية)
- ليندا فورسبرغ على موقع الاتحاد الأوربي (الإنجليزية)
- ليندا فورسبرغ على موقع قاعدة بيانات كرة القدم.إي يو (الإنجليزية)
- ليندا فورسبرغ على موقع عالم كرة القدم.نت (الإنجليزية)
- ليندا فورسبرغ على موقع أوليمبيديا (الإنجليزية)
- ليندا فورسبرغ على موقع اللجنة الأولمبية السويدية (السويدية)